# Maria Luísa da Costa Dias
Maria Luísa Palhinha da Costa Dias (Trouxemil, Coimbra, 15 de outubro de 1916 – Vila Franca de Xira, 10 de maio de 1975) foi uma médica e activista política portuguesa revolucionária comunista e anti-fascista, militante do Partido Comunista Português.

## Biografia

### Nascimento
Nasceu na cidade de Coimbra, freguesia de Trouxemil, em 15 de Outubro de 1916, numa família abastada. Era filho de Luís Manuel da Costa Dias, natural de Vila Verde (freguesia de Aboim da Nóbrega), e de Maria da Piedade Palhinha da Costa Dias, doméstica, natural de Coimbra (freguesia de São Bartolomeu). Teve três irmãos, dos quais dois eram proprietários da empresa conserveira Tonecas, enquanto o terceiro foi o escritor e investigador Augusto da Costa Dias.

### Carreira profissional e activismo
Médica de profissão, fez parte da associação comunista Socorro Vermelho Internacional na Década de 1930, e em 1945 integrou-se no Movimento de Unidade Democrática.
Em 1947, deslocou-se para Moçambique com o seu companheiro Pedro dos Santos Soares, que então exercia como professor liceal e que só regressaria a Portugal em 1950.
A 26 de setembro de 1949, casou civilmente em Lisboa, por procuração, com Pedro dos Santos Soares, representado pelo pai, Luís António Soares. No dia seguinte, foi celebrado casamento católico na igreja paroquial de São Sebastião da Pedreira, em Lisboa.
Em 1951, Maria Luísa Costa Dias e Pedro Soares entram na clandestinidade, sendo nessa altura já membros do Partido Comunista Português. Relatou a sua experiência na obra Crianças Emergem da Sombra. Contos da Clandestinidade, um livro de contos que foi publicado postumamente, em 1982. Em 1953, foi presa pela primeira vez, tendo sido capturada pela Polícia Internacional e de Defesa do Estado numa casa clandestina em Palmela. Foi solta após uma grande campanha a nível nacional e internacional, devido ao seu estado de saúde. No entanto, voltou a ser encarcerada em 1958, tendo sido torturada pela Polícia Internacional e de Defesa do Estado, e posta em liberdade em 1962, novamente devido a uma campanha de solidariedade internacional. Em Maio de 1961, é uma das autoras das treze cartas do Manifesto de Caxias. No total, esteve cerca de sete anos presa nas cadeias do Estado Novo. No ano seguinte volta à clandestinidade, tendo partido para o estrangeiro, onde cumpriu várias missões para o Partido Comunista. Segundo as partidárias comunistas Maria da Piedade Morgadinho e Margarida Tengarrinha, que a conheceram, Maria da Costa Dias tinha um grande fervor religioso, rezando regularmente perante uma reprodução de um quadro de Rafael da Virgem Maria com o menino ao colo, que lhe tinha sido oferecida pelo marido, e quando foi presa levou uma bíblia, que lia todas as noites.
Na década de 1960, a editora Portugália publicou três livros que foram traduzidos ou adaptados do francês por Maria Costa Dias: Flores da Escócia (1965), A Bela e o Monstro (1968) e Quem Procura Sempre Alcança (1966).
Como activista, participou em várias campanhas nacionais e internacionais de solidariedade, e para a libertação de presos políticos. Trabalhou principalmente para a defesa dos direitos da mulher, tendo sido uma das principais figuras para a emancipação feminina em Portugal. Participou em várias reuniões internacionais, como o Congresso Mundial das Mulheres em Helsínquia, em Junho de 1969, onde integrou a delegação portuguesa. Aquando da Revolução de 25 de Abril de 1974, que repôs a democracia em Portugal, Maria Costa Dias exercia como representante das mulheres portuguesas e directora na Federação Democrática Internacional das Mulheres. Também fez parte do Movimento Democrático de Mulheres desde a fundação, em 1968. Quando faleceu, era membro do Executivo Nacional e do secretariado da Comissão Executiva de Lisboa naquela organização. Em 1974, deixou de praticar medicina, para se dedicar totalmente às actividades do Partido Comunista Português.
Colaborou na organização da visita a Portugal da primeira mulher astronauta, Valentina Tereshkova, no âmbito das comemorações do Ano Internacional da Mulher, em 1975. Nesse ano, participou numa conferência de imprensa, onde defendeu a paz e a cooperação internacional e a sua ligação à emancipação feminina. Após a revolução de 25 de Abril, participou no congresso da Federação Democrática Internacional das Mulheres em Varsóvia, tendo sido entrevistada pela Rádio Televisão Portuguesa após o seu regresso a Portugal.

### Falecimento
Maria Luísa da Costa Dias morreu num acidente de viação na madrugada de 10 de maio de 1975, em conjunto com o seu esposo, Pedro dos Santos Soares. Estavam a viajar pela auto-estrada perto de Vila Franca de Xira, quando o automóvel em que seguiam foi abalroado por um outro veículo, que se pôs em fuga.
Os funerais tiveram lugar em 13 de Maio, desde o Pavilhão dos Desportos até ao Cemitério do Alto de São João. Durante o seu funeral, discursou o líder comunista Álvaro Cunhal, que realçou os seus esforços pela liberdade e pelos direitos das mulheres.

## Homenagens
O seu nome foi colocado na toponímia de Santo André, no concelho do Barreiro, de Unhos, no concelho de Loures, e em Vale de Vargo, no concelho de Serpa.
Em Trigaches, terra natal de Pedro Soares, foi inaugurado um monumento em honra do casal.